# Ramon Albert Pèris
1. REDIRECCIÓ Ramon Albert Peris